# 平成20年度天皇杯・皇后杯全日本バレーボール選手権大会
平成20年度天皇杯・皇后杯全日本バレーボール選手権大会（へいせい20ねんどてんのうはい・こうごうはいぜんにほん―せんしゅけんたいかい）は、2008年度に開催された天皇杯・皇后杯全日本バレーボール選手権大会。
2008年4月12日の高知県を皮切りに8月17日まで行われた各都道府県予選及び9月6日から10月19日のブロック予選により勝ち進んだ男子16チーム女子14チームと、V・プレミアリーグのうち女子2チームによるセミファイナルラウンドを11月15日から12月19日に各地で実施。V・プレミアリーグ男子8チームと女子の残り8チームの参加する試合をファイナルラウンドとして2008年12月20日から23日（天皇誕生日）の4日間に川崎市とどろきアリーナで行った。
第2回となるこの大会で女子は、ともにこのシーズンのV・プレミアリーグで下位に低迷するパイオニアレッドウィングスとトヨタ車体クインシーズが対戦し、全日本女子の選手を擁するパイオニアをトヨタ車体が3セットストレートで降して優勝。男子はパナソニックパンサーズと東レ・アローズのリーグ戦上位同士の対戦でアローズが3セットストレートで優勝し、前身の天皇杯・皇后杯黒鷲旗全日本バレーボール選手権大会から数えて3大会ぶりの賜杯となった。

## 概要
- 大会名称：平成20年度　天皇杯・皇后杯　全日本バレーボール選手権大会
- 開催日：
  - 都道府県予選：2008年4月12日～8月17日
  - ブロックラウンド：2008年9月6日～10月19日
  - セミファイナルラウンド：2008年11月15日～12月19日
  - ファイナルラウンド：2008年12月20日～23日
- 会場：
  - 都道府県予選：全国都道府県内体育館
  - ブロックラウンド：各地域ブロック内体育館
  - セミファイナルラウンド：進出チーム地元体育館
  - ファイナルラウンド：川崎市とどろきアリーナ
- 主催：日本バレーボール協会
- 共催：川崎市[1]
- 後援：文部科学省、日本テレビ放送網、各都道府県教育委員会、川崎市教育委員会[1]、川崎市体育協会[1]
- 協賛：日本通運、サントリー[2]
- 主管：各都道府県バレーボール協会、神奈川県バレーボール協会[1]
- 参加資格：平成20年度（財）日本バレーボール協会登録規定により、有効に登録されたチーム及び選手で構成され、小学生を含まないチーム
- 競技規則：平成20年度（財）日本バレーボール協会6人制競技規則による。
  - 使用球：5号球
  - ネットの高さ：男子2.43m、女子2.24m
- 大会使用球：大会オリジナル球（男子はモルテン製、女子はミカサ製）
- 賞金：
  - 優勝：1000万円
  - 準優勝：500万円
  - 第3位：100万円

## 出場チーム
（セミファイナルラウンド以降）

### 男子
Vプレミアリーグ
- NECブルーロケッツ
- 東レ・アローズ
- 豊田合成トレフェルサ
- サントリー・サンバーズ
- パナソニック・パンサーズ
- 堺ブレイザーズ
- JTサンダーズ
- 大分三好ヴァイセアドラー

Vチャレンジリーグ
- ジェイテクトSTINGS
- 近畿クラブスフィーダ

クラブ
- nakaichi2001
- 新潟教員
- 香川

大学
- 福島大学
- 筑波大学
- 東海大学
- 日本体育大学
- 順天堂大学
- 立命館大学
- 近畿大学
- 東亜大学
- 福岡大学
- 九州産業大学

高校
- 星城高等学校

### 女子
Vプレミアリーグ
- パイオニアレッドウィングス
- 日立佐和リヴァーレ
- 武富士バンブー
- NECレッドロケッツ
- デンソー・エアリービーズ
- トヨタ車体クインシーズ
- 東レ・アローズ
- JTマーヴェラス
- 岡山シーガルズ
- 久光製薬スプリングス

Vチャレンジリーグ
- 健祥会レッドハーツ
- KUROBEアクアフェアリーズ
- 三洋電機レッドソア
- 上尾メディックス
- 大野石油広島オイラーズ

大学
- 福島大学
- 筑波大学
- 嘉悦大学
- 中京大学
- 中京女子大学
- 千里金蘭大学
- 福岡教育大学

高校
- 札幌大谷高等学校
- 九州文化学園高等学校

## 試合結果
（セミファイナルラウンド以降）

### 男子

#### セミファイナルラウンド
| 2008年11月24日 13:00 |                               |          |                       |
| 東亜大学             | 0 - 3 (22-25) (23-25) (16-25) | 東海大学 | 東亜大学8号館アリーナ |
|                      |                               |          | 東亜大学8号館アリーナ |

| 2008年11月23日 14:00 |                                               |          |                    |
| 福岡大学             | 2 - 3 (25-23) (23-25) (25-16) (21-25) (13-15) | 近畿大学 | 福岡大学第二記念堂 |
|                      |                                               |          | 福岡大学第二記念堂 |

| 2008年11月16日 14:00 |                                              |          |                                |
| 新潟教員             | 2 - 3 (22-25) (25-18) (26-24) (19-25) (8-15) | 筑波大学 | 新潟県立長岡工業高等学校体育館 |
|                      |                                              |          | 新潟県立長岡工業高等学校体育館 |

| 2008年11月15日 13:00 |                               |              |                  |
| 近畿クラブスフィーダ | 3 - 0 (25-21) (27-25) (25-21) | 九州産業大学 | 近畿大学記念会館 |
|                      |                               |              | 近畿大学記念会館 |

| 2008年11月16日 11:00 |                               |              |                        |
| nakaichi2001         | 0 - 3 (14-25) (20-25) (19-25) | 日本体育大学 | 東海大学札幌校舎体育館 |
|                      |                               |              | 東海大学札幌校舎体育館 |

| 2008年11月24日 11:30 |                               |            |                                |
| 香川                 | 0 - 3 (14-25) (17-25) (12-25) | 順天堂大学 | 香川県立高松工芸高等学校体育館 |
|                      |                               |            | 香川県立高松工芸高等学校体育館 |

| 2008年11月16日 14:00 |                               |          |                    |
| 星城高等学校         | 3 - 0 (25-22) (25-20) (25-17) | 福島大学 | 星城高等学校明徳館 |
|                      |                               |          | 星城高等学校明徳館 |

| 2008年11月23日 11:00 |                                               |            |                          |
| ジェイテクトSTINGS   | 3 - 2 (25-22) (25-15) (23-25) (24-26) (16-14) | 立命館大学 | ジェイテクトSTINGS体育館 |
|                      |                                               |            | ジェイテクトSTINGS体育館 |

#### ファイナルラウンド1回戦
| 2008年12月20日 15:00   |                               |          |                               |
| パナソニックパンサーズ | 3 - 0 (26-24) (25-21) (25-18) | 東海大学 | 川崎市とどろきアリーナAコート |
|                        |                               |          | 川崎市とどろきアリーナAコート |

| 2008年12月20日 15:00 |                               |              |                               |
| サントリーサンバーズ | 3 - 0 (25-17) (25-19) (25-16) | 日本体育大学 | 川崎市とどろきアリーナBコート |
|                      |                               |              | 川崎市とどろきアリーナBコート |

| 2008年12月20日 15:00 |                                       |                |                               |
| ジェイテクトSTINGS   | 1 - 3 (25-23) (19-25) (17-25) (23-25) | 東レ・アローズ | 川崎市とどろきアリーナCコート |
|                      |                                       |                | 川崎市とどろきアリーナCコート |

| 2008年12月20日 15:00 |                               |                |                               |
| 近畿クラブスフィーダ | 0 - 3 (13-25) (22-25) (10-25) | 堺ブレイザーズ | 川崎市とどろきアリーナDコート |
|                      |                               |                | 川崎市とどろきアリーナDコート |

| 2008年12月20日 17:00 |                                              |                          |                               |
| 近畿大学             | 2 - 3 (19-25) (25-23) (16-25) (25-22) (9-15) | 大分三好ヴァイセアドラー | 川崎市とどろきアリーナAコート |
|                      |                                              |                          | 川崎市とどろきアリーナAコート |

| 2008年12月20日 17:00 |                                       |              |                               |
| 順天堂大学           | 1 - 3 (25-21) (27-29) (23-25) (19-25) | JTサンダーズ | 川崎市とどろきアリーナBコート |
|                      |                                       |              | 川崎市とどろきアリーナBコート |

| 2008年12月20日 17:00 |                               |              |                               |
| NECブルーロケッツ    | 3 - 0 (25-16) (25-21) (25-18) | 星城高等学校 | 川崎市とどろきアリーナCコート |
|                      |                               |              | 川崎市とどろきアリーナCコート |

| 2008年12月20日 17:00 |                               |          |                               |
| 豊田合成トレフェルサ | 3 - 0 (25-18) (25-19) (25-16) | 筑波大学 | 川崎市とどろきアリーナDコート |
|                      |                               |          | 川崎市とどろきアリーナDコート |

#### ファイナルラウンド2回戦
| 2008年12月21日 15:00   |                               |                          |                               |
| パナソニックパンサーズ | 3 - 0 (25-17) (25-14) (25-21) | 大分三好ヴァイセアドラー | 川崎市とどろきアリーナAコート |
|                        |                               |                          | 川崎市とどろきアリーナAコート |

| 2008年12月21日 15:00 |                               |                |                               |
| NECブルーロケッツ    | 0 - 3 (16-25) (18-25) (17-25) | 東レ・アローズ | 川崎市とどろきアリーナCコート |
|                      |                               |                | 川崎市とどろきアリーナCコート |

| 2008年12月21日 17:00 |                                               |                |                               |
| 豊田合成トレフェルサ | 3 - 2 (27-25) (22-25) (19-25) (25-22) (15-10) | 堺ブレイザーズ | 川崎市とどろきアリーナAコート |
|                      |                                               |                | 川崎市とどろきアリーナAコート |

| 2008年12月21日 17:00 |                               |              |                               |
| サントリーサンバーズ | 3 - 1 (25-21) (22-25) (25-14) | JTサンダーズ | 川崎市とどろきアリーナCコート |
|                      |                               |              | 川崎市とどろきアリーナCコート |

#### ファイナルラウンド・準決勝
| 2008年12月22日 18:55   |                                       |                      |                                               |
| パナソニックパンサーズ | 3 - 1 (25-27) (25-21) (25-22) (25-19) | 豊田合成トレフェルサ | 川崎市とどろきアリーナAコート 観客数: 1,000人 |
|                        |                                       |                      | 川崎市とどろきアリーナAコート 観客数: 1,000人 |

| 2008年12月22日 18:30 |                               |                |                                               |
| サントリーサンバーズ | 1 - 3 (31-29) (22-25) (17-25) | 東レ・アローズ | 川崎市とどろきアリーナCコート 観客数: 1,000人 |
|                      |                               |                | 川崎市とどろきアリーナCコート 観客数: 1,000人 |

#### ファイナルラウンド・決勝
| 2008年12月23日 15:00   |                               |                |                                        |
| パナソニックパンサーズ | 0 - 3 (26-28) (25-27) (23-25) | 東レ・アローズ | 川崎市とどろきアリーナ 観客数: 2,000人 |
|                        |                               |                | 川崎市とどろきアリーナ 観客数: 2,000人 |

### 女子

#### セミファイナルラウンド
| 2008年11月16日 13:00 |                                       |                    |                    |
| 筑波大学             | 3 - 1 (25-12) (25-21) (23-25) (25-20) | 三洋電機レッドソア | 筑波大学球技体育館 |
|                      |                                       |                    | 筑波大学球技体育館 |

| 2008年12月19日 18:00 |                                       |                    |                                      |
| 上尾メディックス     | 1 - 3 (20-25) (23-25) (25-21) (16-25) | 日立佐和リヴァーレ | 川崎市とどろきアリーナ・サブアリーナ |
|                      |                                       |                    | 川崎市とどろきアリーナ・サブアリーナ |

| 2008年11月22日 11:00 |                               |              |                            |
| 札幌大谷高等学校     | 0 - 3 (13-25) (15-25) (21-25) | 中京女子大学 | 札幌大谷高等学校第一体育館 |
|                      |                               |              | 札幌大谷高等学校第一体育館 |

| 2008年11月15日 14:30 |                               |                          |                |
| 福島大学             | 0 - 3 (22-25) (11-25) (13-25) | KUROBEアクアフェアリーズ | 福島大学体育館 |
|                      |                               |                          | 福島大学体育館 |

| 2008年11月22日 11:00 |                                               |              |                            |
| 九州文化学園高等学校 | 3 - 2 (23-25) (25-20) (22-25) (25-20) (15-13) | 千里金蘭大学 | 九州文化学園高等学校体育館 |
|                      |                                               |              | 九州文化学園高等学校体育館 |

| 2008年11月24日 11:30 |                               |                        |                    |
| 嘉悦大学             | 3 - 0 (25-17) (25-23) (25-20) | 大野石油広島オイラーズ | 嘉悦大学記念体育館 |
|                      |                               |                        | 嘉悦大学記念体育館 |

| 2008年12月19日 16:00 |                                      |                |                                      |
| 中京大学             | 1 - 3 (9-25) (25-19) (15-25) (12-25) | 武富士バンブー | 川崎市とどろきアリーナ・サブアリーナ |
|                      |                                      |                | 川崎市とどろきアリーナ・サブアリーナ |

| 2008年11月23日 11:00 |                       |                    |                      |
| 福岡教育大学         | 0 - 3 (20-25) (21-25) | 健祥会レッドハーツ | 福岡大学第二記念会堂 |
|                      |                       |                    | 福岡大学第二記念会堂 |

#### ファイナルラウンド1回戦
| 2008年12月20日 10:00 |                               |          |                               |
| 東レ・アローズ       | 3 - 0 (25-15) (25-17) (25-20) | 筑波大学 | 川崎市とどろきアリーナAコート |
|                      |                               |          | 川崎市とどろきアリーナAコート |

| 2008年12月20日 10:00 |                      |                      |                               |
| 久光製薬スプリングス | 3 - 0 (25-8) (25-12) | 九州文化学園高等学校 | 川崎市とどろきアリーナBコート |
|                      |                      |                      | 川崎市とどろきアリーナBコート |

| 2008年12月20日 10:00 |                               |                        |                               |
| 健祥会レッドハーツ   | 0 - 3 (14-25) (12-25) (19-25) | デンソーエアリービーズ | 川崎市とどろきアリーナCコート |
|                      |                               |                        | 川崎市とどろきアリーナCコート |

| 2008年12月20日 10:00     |                              |                |                               |
| KUROBEアクアフェアリーズ | 0 - 3 (21-25) (18-25) (9-25) | 岡山シーガルズ | 川崎市とどろきアリーナDコート |
|                          |                              |                | 川崎市とどろきアリーナDコート |

| 2008年12月20日 12:00 |                               |                |                               |
| 日立佐和リヴァーレ   | 3 - 0 (25-22) (25-23) (25-18) | JTマーヴェラス | 川崎市とどろきアリーナAコート |
|                      |                               |                | 川崎市とどろきアリーナAコート |

| 2008年12月20日 12:00 |                                       |                   |                               |
| 嘉悦大学             | 3 - 1 (33-35) (25-15) (25-19) (25-20) | NECレッドロケッツ | 川崎市とどろきアリーナBコート |
|                      |                                       |                   | 川崎市とどろきアリーナBコート |

| 2008年12月20日 12:00   |                       |                |                               |
| トヨタ車体クインシーズ | 3 - 0 (25-21) (25-19) | 武富士バンブー | 川崎市とどろきアリーナCコート |
|                        |                       |                | 川崎市とどろきアリーナCコート |

| 2008年12月20日 12:00       |                       |              |                               |
| パイオニアレッドウィングス | 3 - 0 (25-14) (25-10) | 中京女子大学 | 川崎市とどろきアリーナDコート |
|                            |                       |              | 川崎市とどろきアリーナDコート |

#### ファイナルラウンド2回戦
| 2008年12月21日 10:00 |                                       |                    |                               |
| 東レ・アローズ       | 3 - 1 (18-25) (25-17) (25-22) (25-19) | 日立佐和リヴァーレ | 川崎市とどろきアリーナAコート |
|                      |                                       |                    | 川崎市とどろきアリーナAコート |

| 2008年12月21日 10:00   |                               |                        |                               |
| トヨタ車体クインシーズ | 3 - 1 (29-27) (18-25) (25-21) | デンソーエアリービーズ | 川崎市とどろきアリーナCコート |
|                        |                               |                        | 川崎市とどろきアリーナCコート |

| 2008年12月21日 12:00       |                               |                |                               |
| パイオニアレッドウィングス | 3 - 0 (25-23) (26-24) (25-23) | 岡山シーガルズ | 川崎市とどろきアリーナAコート |
|                            |                               |                | 川崎市とどろきアリーナAコート |

| 2008年12月21日 12:00 |                               |          |                               |
| 久光製薬スプリングス | 3 - 0 (25-17) (25-14) (25-19) | 嘉悦大学 | 川崎市とどろきアリーナCコート |
|                      |                               |          | 川崎市とどろきアリーナCコート |

#### ファイナルラウンド・準決勝
| 2008年12月22日 16:03 |                                               |                            |                                             |
| 東レ・アローズ       | 2 - 3 (21-25) (25-21) (25-19) (22-25) (17-19) | パイオニアレッドウィングス | 川崎市とどろきアリーナAコート 観客数: 700人 |
|                      |                                               |                            | 川崎市とどろきアリーナAコート 観客数: 700人 |

| 2008年12月22日 16:03   |                                       |                      |                                             |
| トヨタ車体クインシーズ | 3 - 1 (25-15) (25-17) (11-25) (25-19) | 久光製薬スプリングス | 川崎市とどろきアリーナCコート 観客数: 700人 |
|                        |                                       |                      | 川崎市とどろきアリーナCコート 観客数: 700人 |

#### ファイナルラウンド・決勝
| 2008年12月23日 12:33       |                               |                        |                                      |
| パイオニアレッドウィングス | 0 - 3 (16-25) (17-25) (20-25) | トヨタ車体クインシーズ | 川崎市とどろきアリーナ 観客数: 900人 |
|                            |                               |                        | 川崎市とどろきアリーナ 観客数: 900人 |

## 放送
大会を後援する日本テレビ放送網が放映権を持ち、CS放送局・日テレG+にてファイナルラウンドを中継。